# بس‌آغاج
بس‌آغاج (به قزاقی: Besagash) یک منطقهٔ مسکونی در قزاقستان است که در شهرستان تلگر واقع شده‌است.